# Hammershøj
 For alternative betydninger, se Hammershøj (flertydig). (Se også artikler, som begynder med Hammershøj)
Hammershøj er en by i Midtjylland med 945 indbyggere  (2024), beliggende 19 km vest for Randers, 19 km nord for Bjerringbro, 8 km nordøst for Ørum Sønderlyng og 25 km øst for Viborg. Byen hører til Viborg Kommune og ligger i Region Midtjylland. I 1970-2006 hørte byen til Tjele Kommune.
Hammershøj hører til Hammershøj Sogn. Hammershøj Kirke ligger i byen. 3 km sydøst for Hammershøj ligger herregården Fussingø ved Fussing Sø.

## Faciliteter
Inden kommunalreformen i 1970 sørgede Vorning-Kvorning-Hammershøj sognekommune for at få opført et friluftsbad og en centralskole i den nordvestlige udkant af Hammershøj.
- Midtjysk Friluftsbad er opført i 1969. Siden da har byen hver sommer afholdt en byfest, der kaldes "Soppefesten". Badet har 3 bassiner: Det største på 25 meter har 3 meter vippe i den dybe ende og bred rutschebane. Det mellemste på 12,5 meter er 1 m dybt og har lille rutschebane. Det mindste er et soppebassin på 4 m³.[2]
- Hammershøj Skole fra 1970 har ca. 220 elever, fordelt på 0.-9. klassetrin i ét spor. Der er SFO for 0.-3. årgang og SFO-klub for 4.-7. årgang.[3]
- Den gamle skole inde i byen blev efter 1970 stadig benyttet til de yngste årgange og til fagene sløjd og husgerning. Først i starten af 1980'erne blev centralskolen fuldt udbygget, så den kunne rumme alle skolens elever og fag. I februar 1984 forlod de sidste folkeskoleelever den gamle skole. I 1983 opstod ideen om at oprette en skak-efterskole, der skulle fungere som en almindelig efterskole, men også have skak som valgfag. Tjele Efterskole startede i den gamle skole i august 1985 med 70 elever. Skak er stadig et fag på skolen, men der er kommet faciliteter til mange andre fag. Skolen har egen idrætshal, skatebane, BMX-værksted, race-bane og animationsværksted. Skolen har 33 ansatte.[4]
- Områdets idrætsforening Trojka tilbyder 8 sportsgrene og har omkring 600 medlemmer. Den blev stiftet i 1969.[5] Dens støtteforening Trojkas Venner blev stiftet i 1978 og startede i 1985 arbejdet med at få opført en idrætshal i byen. I 1987 kunne man indvie Hammershøj Hallen ved siden af friluftsbadet.
- Børnehuset Hammershøj blev opført i 2017. Det rummer 3 børnehavegrupper og 1 vuggestuegruppe og har 14 ansatte.[6]
- Hammershøj har forsamlingshus og en aktiv borgerforening, der er stiftet i 1922.
- Byen har Dagli'Brugs, pizzeria, apotek, tankstation, lægehus og tandlæge.

## Historie

### Navnet
Byen og sognet har formodentlig navn efter den store gravhøj Hammershøj, der ligger midt i sognet, 1 km nordøst for byen. Forstavelsen ”Hammer” kan stamme fra det gammeldanske personnavn Hamar (oldnordisk Hamarr) eller fra det gammeldanske ord Hammer i dets betydning af ”stejl klippe” eller ”stenet bakke”, hvilket kan passe med de stejle bakker mod syd ned mod engene ved Nørreå.
Navnet findes første gang på skrift i 1392, hvor det blev stavet Hamershyugh. I 1400-tallet og 1500-tallet varierer stavemåden med et eller to ”m”-er i forstavelsen, mens stavelsen ”høj” har flere forskellige stavemåder.

### Landsbyen
Landsbyen bestod af to dele: Neder Hammershøj mod vest og Over Hammershøj midt i sognet. I 1688-matriklen blev de kaldt Nederby og Overby. Over Hammershøj blev udskiftet i 1785, Neder Hammershøj i 1786. Her var kun 2 af de 7 bønder selvejere, 4 var fæstere under herregården Skjern og 1 under Fussingø.
Det høje målebordsblad fra 1800-tallet viser lægebolig, fattighus, skole, kro og kirke, men ingen præstegård, for Hammershøj Sogn var et anneks til Vorning Sogn og havde altså ikke egen præst.
I 1901 beskrives Hammershøj således: "Hammershøj (Over- og Neder-H.), ved Landevejen, med Kirke, Skole, Forsamlingshus (opf. 1890), Lægebolig, Dyrlægebolig, Kro, Andelsmejeri, Bageri, Købmandshdl. og Telefonst." Det lave målebordsblad fra 1900-tallet viser desuden apoteket.
Målebordsbladene viser en Galgebakke 1½ km vest for Hammershøj ved grænsen til Kvorning Sogn, hvor der 200 meter længere mod vest var en gruppe Tinghøje.

### Hammershøj Kro
I 1500-tallet var Hammershøj det sted hvor man skiftede vogn på rejsen mellem Randers og Viborg. I 1714 søgte en købmand fra Randers bevilling til at drive kro og værtshus samt brygge øl og brænde brændevin i Hammershøj. Han fik bevillingen fordi stedet lå uden for de to købstæders læbælte på to mil.
I 1856 kom Høkerloven, som tillod oprettelse af købmandsbutikker på landet. Kromanden søgte og fik "høkertilladelse". Kroen og købmandsbutikken blev så drevet sammen indtil kroen brændte i 1975. Selvom købmandsbutikken sammen med krosalen blev reddet fra branden, blev den revet ned fordi myndighederne ønskede den nye krobygning trukket tilbage fra hovedvejen, der går gennem byen.
Den nye krobygning fra 1977 nedbrændte totalt natten til 10. januar 1996. Tjele Kommune købte grunden og lavede et byfornyelsesprojekt, hvor en ny Brugs blev opført på hotellets tidligere plads, Brugsens gamle bygning fra 1979 blev indrettet som ”torvehal” til fri benyttelse for borgerne, og der blev bygget boliger på området.

### Telefoncentralen
Viborg Telefonselskab, der blev stiftet i 1887, oprettede i 1892 en ”talestation” hos købmand Stabell på Hammershøj Kro. I 1907 etablerede JTAS en central i Hammershøj med 14 abonnenter. Den blev installeret i jordemoderens hus, og hendes mand var i mange år centralbestyrer. I 1959 havde centralen 216 abonnenter. I 1966, da den blev automatiseret, var der ansat 4 telefondamer foruden centralbestyreren.

### Genforeningssten
9. juli 1920 fejrede man i Hammershøj Genforeningen i 1920. Der blev plantet et lindetræ på den åbne trekantede plads, hvor bybrønden havde stået. Senere på året blev der foran lindetræet opstillet en 3 tons tung genforeningssten, som blev afsløret ved en fest 5. juledag 1920. I 1949 blev stenen flyttet til sin nuværende plads hvor Jernbanegade munder ud i Randersvej.

### Jernbanen
Hammershøj fik station på Mariager-Fårup-Viborg Jernbane (1927-65). Stationsbygningen er bevaret på Jernbanegade 27. Hylde Alle er anlagt på banens tracé, og i forlængelse af den er der anlagt en 7½ km lang asfalteret banesti mellem Hyldemosevej i Hammershøj og Vingevej i Ørum. Øst for det tidligere stationsterræn findes en ½ km lang grusbelagt banesti mellem Jernbanegade og Nørbækvej.

### Besættelsen
Under Besættelsen oprettede tyskerne en lyttepost på gravhøjen Hammershøj. Den var bemandet af 12 mand, hvoraf 4 til stadighed var på vagt. I starten skulle de indkvarteres rundt om i byen, men senere blev der opført en træbarak til dem nord for højen. Tyskerne gravede en fordybning i toppen af højen og en skyttegrav rundt om siderne. Nationalmuseet restaurerede den stærkt beskadigede høj midt i 1950'erne.

## Erhverv
Danske Andelskassers Banks direktion og centrale afdelinger er placeret i Hammershøj, hvor der er i alt omkring 100 medarbejdere.
I 1983 blev Hammershøj Teglværk opført 3 km syd for byen i Nørreådalen, hvor der er store mængder ler af høj kvalitet. Teglværket blev en del af Randers Tegl Gruppen, der nu hører under Piper Tegl. Det har siden udviklet sig til et af Nordeuropas største teglværker med 3 separate produktionslinjer og en årskapacitet på 70 mio. sten. Teglværket beskæftiger ca. 50 mand.

## Kendte personer
- Anders Fogh Rasmussen (1953-), formand for Venstre, statsminister og generalsekretær for NATO. Opvokset i Hvidding (Vorning Sogn) 5 km nord for Hammershøj.